# Wire and Plastic Products
WPP plc (WPP è acronimo di Wire and Plastic Products; plc significa Public limited company), è una multinazionale nei settori della pubblicità, delle pubbliche relazioni e delle ricerche di mercato, riconosciuta come il secondo più grande gruppo pubblicitario al mondo. La sede centrale è a Londra, la sede generale è a Dublino. Il gruppo possiede IMRB, Millward Brown, AKQA, Grey, Burson-Marsteller, Hill & Knowlton, JWT, Ogilvy, TNS, Young & Rubicam, GroupM, e Cohn & Wolfe ed è una delle "Big Five" del settore, insieme a Publicis, Interpublic Group of Companies, Omnicom Group e Dentsu.
WPP ha una quotazione primaria sulla Borsa di Londra ed è un componente dell'indice FTSE 100. Ha anche una quotazione secondaria sul NASDAQ.

## Storia
Nel 1971 viene fondata la Wire & Plastic Products per produrre cestelli in fil di ferro e in plastica. Nel 1985 Martin Sorrell, che era stato direttore della Saatchi & Saatchi dal 1977 al 1985, rileva il 30% della società e la ribattezza WPP Group.
Nel 1987 WPP acquisisce la J. Walter Thompson per 566 milioni di sterline. WPP viene quotata al NASDAQ nel 1988. Nel 1989 prende il controllo della Ogilvy per 864 milioni di sterline e, nel 1998, stringe un'alleanza con la giapponese Asatsu-DK.
Nel maggio 2000 WPP rileva anche la Young & Rubicam per 5,7 miliardi di dollari: diventa così la più grande agenzia di comunicazioni per fatturato, scavalcando Omnicom Group e Interpublic. Poco dopo WPP sposta la sede legale nell'isola di Jersey (considerata un paradiso fiscale dall'OCSE).
Nel 2006 WPP rileva la quota di maggioranza della più grande agenzia cinese di marketing, Always Marketing. Nel 2007 è creato WPP Digital per sviluppare le capacità digitali del Gruppo.  Nell'ottobre 2008 WPP acquisisce la società di ricerche di mercato Taylor Nelson Sofres per 1,6 miliardi di sterline. Nel corso del 2009 WPP riduce la propria forza lavoro di circa 14.000 dipendenti, pari al 12,3% del numero totale, in risposta all'inizio della recessione globale del 2008-2012.
Nel giugno 2012 WPP acquisisce l'agenzia di pubblicità digitale AKQA per 540 milioni di dollari. Nel marzo 2014 prende una partecipazione di minoranza nell'emittente svedese FlowNetwork. Nel luglio 2015 rileva una quota di maggioranza nell'agenzia digitale per la salute ABS Creative. Poi, nel novembre 2015, prende il controllo di Essence, un'agenzia digitale globale.
Nell'aprile 2018 Martin Sorrell, dopo 33 anni alla guida dell'azienda, si dimette a seguito di uno scandalo sul presunto utilizzo improprio di beni e proprietà aziendali.

## Aziende del gruppo
Il gruppo ha oltre 200.000 dipendenti in 3000 uffici distribuiti in 110 Paesi del mondo e possiede un rilevante numero di aziende nel settore della pubblicità, pubbliche relazioni e delle ricerche di mercato, fra cui le seguenti:
- Agenzie pubblicitarie: AKQA, Grey, Ogilvy, Young & Rubicam, J. Walter Thompson, Wunderman, JWT, FITCH, Brand Union.
- Società di pubbliche relazioni: Hill & Knowlton, Ogilvy, Burson Cohn & Wolfe (BCW)[9]
- Società di ricerche di mercato: Kantar Group, TNS, Research International, che comprende BMRB, Diagnostic Research/Added Value, IMRB (Indian Market Research Bureau), Millward Brown e Peclers.